# Polizeiorchester Niedersachsen

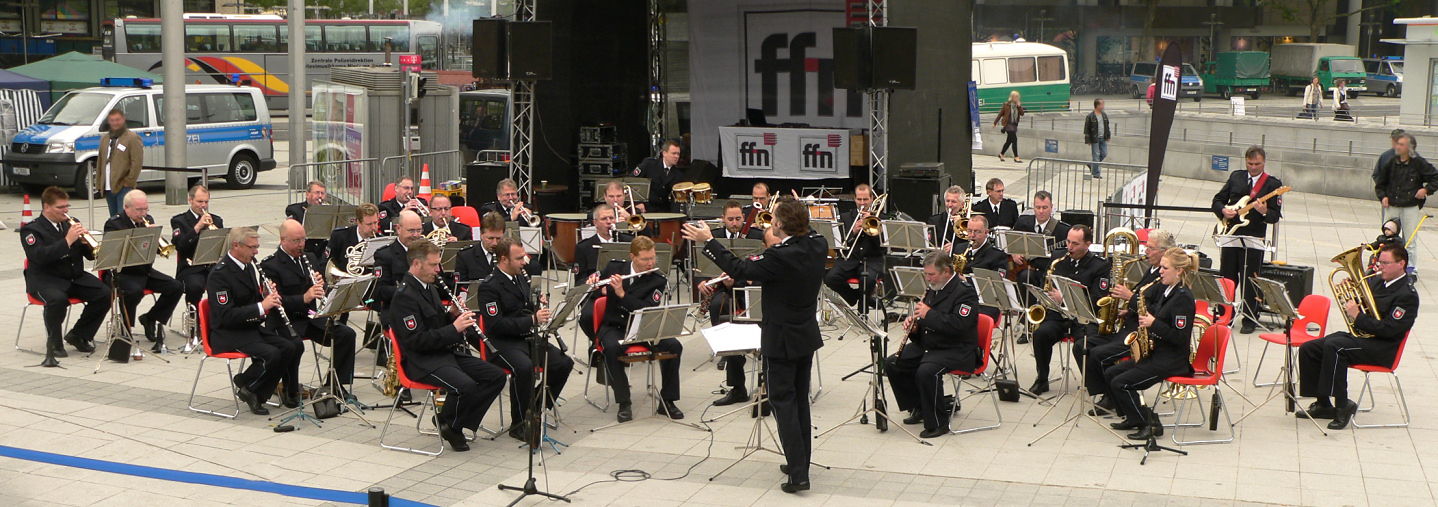
Öffentlicher Auftritt des Polizeiorchesters Niedersachsen in Hannover, 2010

Das Polizeiorchester Niedersachsen ist ein sinfonisches Blasorchester mit Sitz in Hannover und eine Organisationseinheit der Polizei Niedersachsen. Dirigent ist seit dem 1. November 2024 Martin Spahr. Das Orchester tritt vor allem öffentlich auf und dient zur Pflege der Beziehung zur Bevölkerung. Es spielt auch bei polizeiinternen Veranstaltungen.

## Profil
Ursprünglich waren die Angehörigen des Polizeiorchesters alle Polizeibeamte, mittlerweile sind alle Musikerinnen und Musiker studierte Tarifbeschäftigte. Heute werden auch ausgebildete Musiker als Angestellte übernommen, um eine Doppelausbildung als Polizist und Musiker zu vermeiden. Das Orchester untersteht der Zentralen Polizeidirektion in Hannover und hat seinen Sitz in Hannover.
Mit seinen öffentlichen Konzerten, unter anderem bei Wohltätigkeits-, Benefiz- oder Jubiläumsveranstaltungen, dient es der Öffentlichkeitsarbeit sowie zur Imagepflege der Polizei. Auftritte erfolgen auch bei dienstlichen und repräsentativen Anlässen der Polizei sowie regionaler Behörden.

### Besetzungen

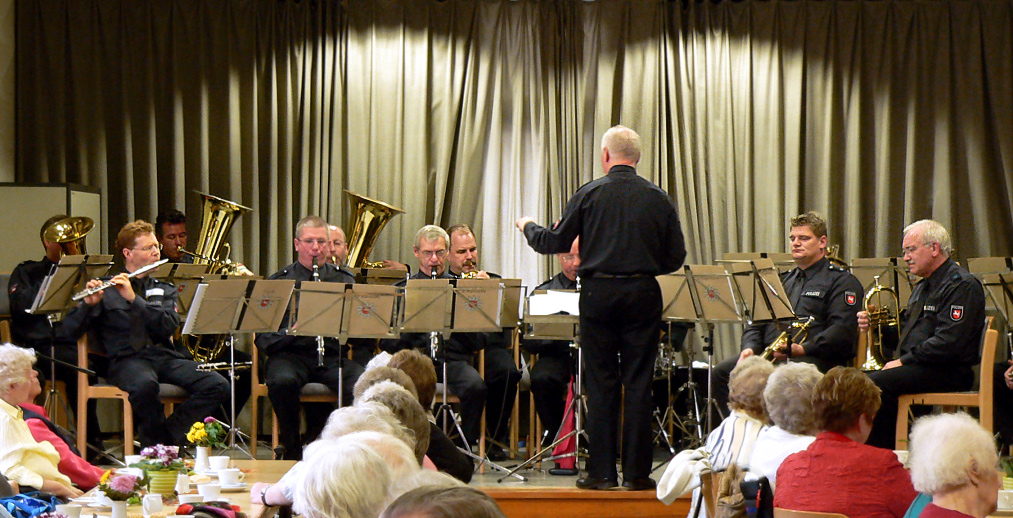
Auftritt in böhmischer Blasbesetzung

Innerhalb des Orchesters formierten sich die Musiker zu kleineren Besetzungen:
- Bigband
- Jazzcombo
- traditionelle Blasbesetzung

sowie die Kammermusikensembles:
- Blechbläserquintett
- Saxophonquartett
- Klarinettenquartett
- Klarinettentrio

### Schulworkshops
Das Polizeiorchester Niedersachsen führt in Schulen Workshops mit Schülern im Rahmen des Musikunterrichts durch. Zwischen 1999 und 2009 kam es zu 150 Veranstaltungen, die auch dazu dienen, Hemmschwellen gegenüber uniformierten Polizeibeamten abzubauen.

## Geschichte

### Gründung

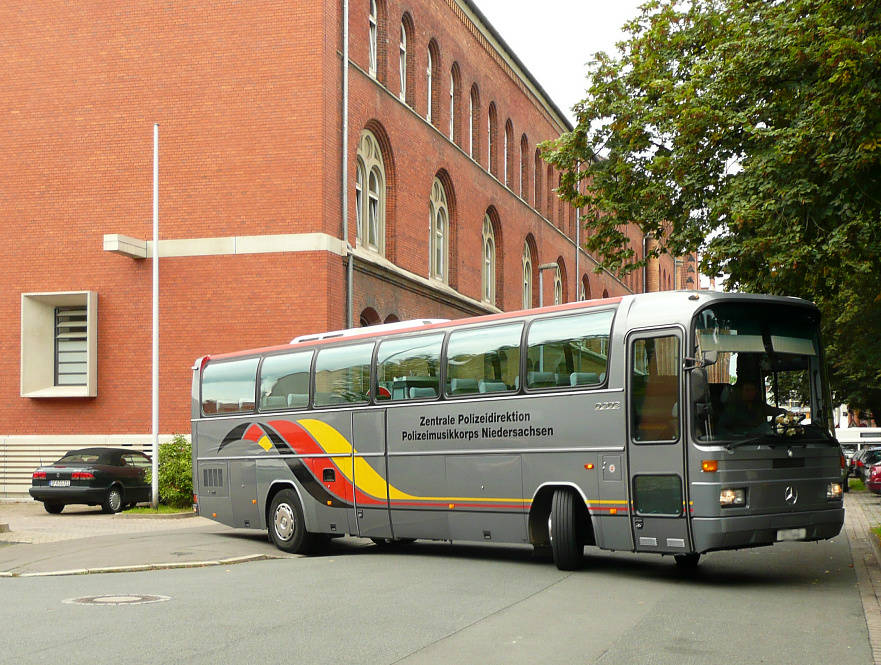
Bus des Polizeiorchesters vor dem Dienstsitz am Welfenplatz in Hannover

Vorläufer des Polizeiorchesters war die 1909 in Hannover gegründete „Kapelle der Königlich Preußischen Schutzmannschaft zu Hannover“ mit etwa 20 Musikern. Die Schutzmannschaft gehörte zur Königlich Preussischen Polizeiverwaltung und war eine reine Zivilbehörde. Personell ergänzt wurde die Schutzmannschaft aus ehemaligen Soldaten, welche mit dem Zivilversorgungsschein nach Ende der Dienstzeit in den Polizeidienst übertraten.
Bei Ausbruch des Ersten Weltkriegs löste sich das Orchester auf, weil viele Musiker zum Kriegsdienst eingezogen wurden. Nach dem Krieg wurde 1920 die „Musikkapelle der Schutzpolizei Hannover“ als freiwilliger Zusammenschluss von Polizeiangehörigen gegründet. Das Musizieren war für sie eine Nebentätigkeit neben ihrem Polizeidienst. In der Zeit des Nationalsozialismus verlor das Orchester viele jüngere Musiker, da sie 1935 bei der Eingliederung der Landespolizei in die Wehrmacht Regimentskapellen zugeordnet wurden. Bei der Reorganisierung der Reichspolizei 1937 wurde diese Maßnahme wieder rückgängig gemacht und qualifizierte Musiker bereicherten die Kapelle.

### Zweiter Weltkrieg
Zu Beginn des Zweiten Weltkriegs wurden junge Musiker zum Kriegsdienst in Polizeieinheiten einberufen. Ab 1940 versahen die verbliebenen Polizeimusiker in Hannover ihren Dienst auf Polizeirevieren. Der Spielbetrieb ging nebenbei weiter durch Konzerte in Lazaretten, Fabriken, Zirkussen und bei Vereidigungen, um die Stimmung sowie den Siegeswillen der Bevölkerung zu erhalten. Auch vor Kriegsgefangenen wurde gespielt. Ende 1941 war die Kapelle in Russland eingesetzt. 1943 löste sich die Kapelle auf, weil die meisten Musiker eingezogen wurden. Nur ein Reservemusikkorps führte einen Notbetrieb durch.

### Nachkriegszeit
Bereits in der frühen Nachkriegszeit forderte die britische Militärregierung im Juli 1945 die Aufstellung einer Polizeikapelle. Da dazu die Einstellung von 36 Polizeibeamten erforderlich war, wurde die Gründung zunächst aus Haushaltsgründen abgelehnt. Im November 1945 war die Kapelle einsatzbereit und spielte als Musikkorps der Schutzpolizei Hannover ausschließlich im Raum Hannover. Erst nach der Eingliederung in die Bereitschaftspolizei unter der Bezeichnung Musikkorps der Bereitschaftspolizei des Landes Niedersachsen weitete sich das räumliche Tätigkeitsfeld aus. Das Orchester wirkte in dieser Zeit bei Nachkriegsfilmen wie „Liebe 47“ und „Königliche Hoheit“ mit. In den 1950er Jahren dehnte das Musikkorps seinen Wirkungskreis noch weiter aus auf Kurkonzerte in niedersächsischen und nordrhein-westfälischen Kurorten sowie auf den Ostfriesischen Inseln, ebenso auf Polizeischauen im In- und Ausland. Bei der Umorganisation der Polizei in Niedersachsen 1972 erfolgte die Umbenennung in die Bezeichnung Polizeimusikkorps Niedersachsen. Am 12. Juli 2012 wurde das Orchester vom niedersächsischen Innenminister Uwe Schünemann in Polizeiorchester Niedersachsen umbenannt. Als Grund der Umbenennung wurde angegeben, dass die Bezeichnung Korps überwiegend im militärischen Bereich Verwendung findet und nicht mehr in das Image einer bürgernahen Polizei passt.

## Diskografie
Seit 1975 wurden acht Tonträger eingespielt. Es handelt sich um drei LPs, eine MC und vier CDs (Compliment – 2009, Solissimo – 2005, Unser schönes Niedersachsen, Mit Musik helfen).

## Bisherige Leiter
| - 1909–1914 Richard Berlin - 1920–1928 Otto Berger - 1928–1940 Walter Fischer - 1940–1943 Willi Matthies - 1943–1944 Rudi Brand - 1945–1946 Willi Matthies - 1946–1958 Hermann Röbbeke - 1958–1972 Arthur Hansen - 1972–1980 Günther Meinecke - 1980–1990 Christel Feldmann und Emanuel Bittner - 1990–2008 Ulrich Brettschneider - 2008–2009 Heinz Alberding (kommissarisch) - 2009–2024 Thomas Boger - seit 2024 Martin Spahr |